# Rait Ärm
Rait Ärm, né le 31 mars 2000 à Saku, est un coureur cycliste estonien.

## Biographie
Jusqu'alors inconnu au niveau international, il crée le surprise durant l'été 2019 en terminant troisième du championnat d'Europe espoirs, au sprint.
Au mois d'août 2020, il remporte une étape du Baltic Chain Tour et termine troisième du classement général de cette course derrière Gert Jõeäär et Alo Jakin.

## Palmarès sur route

### Par année
- 2019
  - Elva Tänavasõit
  - 2e du Grand Prix de Kalmar
  - 2e du championnat d'Estonie sur route espoirs
  -  Médaillé de bronze du championnat d'Europe sur route espoirs
- 2020
  - Elva Tänavasõit
  - 2e étape du Baltic Chain Tour
  - 2e du championnat d'Estonie du contre-la-montre espoirs
  - 2e du championnat d'Estonie du contre-la-montre
  - 3e du Baltic Chain Tour
  - 3e du championnat d'Estonie sur route espoirs
- 2021
  -  Champion d'Estonie sur route espoirs
  - 3e du championnat d'Estonie du contre-la-montre espoirs
- 2022
  - Baltic Chain Tour :
    - Classement général
    - 1re étape

  - Grand Prix de la Somme[3]
  - 2e du Grand Prix de la ville de Pérenchies
  - 3e du championnat d'Estonie du contre-la-montre espoirs
- 2023
  - Grand Prix de la ville de Pérenchies[4]
  - Tallinna Rahvasõit
  - Baltic Chain Tour : 
    - Classement général
    - 1re étape
- 2024
  - Munamäe Rattaralli
  - 2e du Circuit du Pays de Waes
  - 3e du Tour d'Estonie
- 2025
  - Otepää GP
  - 2e du championnat d'Estonie du contre-la-montre
  - 3e du Grand Prix de la ville de Pérenchies

### Classements mondiaux
| Année                                 | 2019 | 2020 | 2021 | 2022 | 2023 | 2024 |
| ------------------------------------- | ---- | ---- | ---- | ---- | ---- | ---- |
| Classement mondial                    | 594e | 449e | 652e | 404e | 620e | 520e |
| UCI Europe Tour                       | 449e | 368e | 521e | 324e | nc   | nc   |
|                                       |      |      |      |      |      |      |
| Légende : nc = non classéSource : UCI |      |      |      |      |      |      |

## Palmarès en cyclo-cross
- 2018-2019
  - 2e du championnat d'Estonie de cyclo-cross juniors
- 2019-2020
  - 3e du championnat d'Estonie de cyclo-cross espoirs
- 2020-2021
  -  Champion d'Estonie de cyclo-cross espoirs
- 2021-2022
  -  Champion d'Estonie de cyclo-cross
- 2022-2023
  - 2e du championnat d'Estonie de cyclo-cross